# یواس‌اس اوآهو (ای‌آرجی-۵)
یواس‌اس اوآهو (ای‌آرجی-۵) (به انگلیسی: USS Oahu (ARG-5)) یک کشتی بود که طول آن ۴۴۱ فوت ۶ اینچ (۱۳۴٫۵۷ متر) بود. این کشتی در سال ۱۹۴۳ ساخته شد.